# Verbum Domini
Verbum Domini (česky Slovo Boží) je apoštolská exhortace papeže Benedikta XVI. o Písmu svatém, která byla zveřejněna v roce 2010. Byla to druhá exhortace, kterou tento papež napsal.
Dokument vzešel z jednání XII. řádného generálního shromáždění biskupské synody, které se konalo v Římě od 5. do 26. října 2008. Tématem této synody byla slova: „Boží slovo v životě a poslání církve“. Papež exhortaci podepsal 30. září 2010, v den liturgické památky svatého Jeronýma, patrona biblistiky.
Dokument je rozdělen do tří částí: Verbum Dei (česky: Slovo Boží), Verbum in Ecclesia (česky: Slovo v církvi) a Verbum mundo (česky: Slovo pro svět). V každé z nich se papež dotkl různých aspektů přítomnosti a vlivu Božího slova ve světě. V první části římský biskup splétá teologickou reflexi a píše o zjevení Slova člověku a o odpovědi, kterou mu dává ve víře. Kapitola připomíná učení katolické církve o hermeneutice Písma. Druhá část se zabývá tématy souvisejícími s liturgií a službou Božího slova ve společenství věřících. Ve třetí části se Benedikt XVI. věnoval aspektům hlásání Slova ve světě, jeho přítomnosti v kultuře a jeho roli v mezináboženském dialogu.
Mezi tématy, kterých se Benedikt XVI. dotkl, byly:
- Kosmický rozměr Slova (Božího)
- Tradice a Písmo
- Hřích jako neposlušnost vůči Božímu slovu
- Temné stránky Bible
- Význam homilie
- Biblická formace křesťanů
- Modlitební četba Písma a „Lectio Divina“
- Boží slovo a Svatá země
- Kázání Božího slova a migranti
- Bible jako velký kulturní kodex
- Překlad a šíření Bible
- Dialog mezi křesťany a muslimy
- Nová evangelizace a nové naslouchání